# Torns distrikt
Torns distrikt är ett distrikt i Lunds kommun och Skåne län. 
Distriktet ligger norr om Lund. 

## Tidigare administrativ tillhörighet
Distriktet inrättades 2016 och omfattar en del av området Lunds stad omfattade till 1971, delen som före 1967 utgjordes av   socknarna Vallkärra, Stångby, Västra Hoby, Håstad, Igelösa och Odarslöv.
Området motsvarar den omfattning Torns församling fick 1992 när socknarnas församlingar gick samman.